# 940 (číslo)
Devět set čtyřicet je přirozené číslo. Římskými číslicemi se zapisuje CMXL a řeckými číslicemi ϡμ´. Následuje po čísle devět set třicet devět a předchází číslu devět set čtyřicet jedna.

## Matematika
940 je:
- Abundantní číslo
- Složené číslo
- Nešťastné číslo

## Astronomie
- (940) Kordula je planetka hlavního pásu, kterou objevil v roce 1920 Karl Wilhelm Reinmuth
- NGC 940 je čočková galaxie v souhvězdí Trojúhelníku

## Roky
- 940
- 940 př. n. l.